# 金俊燮
金 俊燮（キム・ジュンソプ、朝鮮語: 김준섭、1923年2月20日 - 2012年7月4日）は、大韓民国の政治家。第5・8・10代韓国国会議員。
本貫は慶州金氏。キリスト教徒。

## 経歴
日本統治時代の平安北道新義州出身。新義州高等普通学校などを経て高麗大学校経営大学院修了。その後は反共学生連盟の理事長を務めた。
民主党の華川郡党委員長・江原道党副委員長を経て、1960年7月29日に実施された第5代総選挙に民主党の公認で立候補して当選した。議員在任中、同年12月13日より大韓ラグビーフットボール協会会長を務めた。1971年5月25日に実施された第8代総選挙に新民党の公認で立候補して当選した。在任中、同年7月28日には韓建洙、趙淵夏、李尚信らとともに新民党院内副総務に任命され、その後政務委員・指導委員・江原第1地区党委員長を務めた。第10代総選挙に新民党の公認で立候補して当選した。民韓党成立後は全党大会議長、総裁権限代行を歴任した。そのほか国際ライオンズクラブ江原地区総裁、大韓民国憲政会理事、江原道民会元老顧問などを務めた後、老衰により89歳で死去した。